# Enzo Avolio
Enzo Avolio, pseudonimo di Vincenzo Avolio (Napoli, 26 maggio 1961), è un attore, doppiatore e drammaturgo italiano.

## Biografia
Come attore teatrale esordì intorno alla fine degli anni settanta, in compagnie quali Cooperativa Attori Insieme (diretta da Lucia Ragni); Compagnia del teatro stabile di Napoli (Mario Scarpetta); inoltre, la Compagnia del Teatro in piazza di Guido Mazzella e la Compagnia Sociale di Arnaldo Ninchi, Compagnia del Teatro Stabile "Ileana Ghione", Compagnia Attori e Tecnici, Compagnia la Fabbrica diretta da Gigi Proietti. Per il teatro scrisse e diresse Napolitudine, Napulerìe…'e ccose ‘e Napule, Abbraccio napoletano, Penso che un sogno così..., Il monaco nel letto". Con gli stessi ruoli realizzò anche il cortometraggio Il disagio.
Fece anche saltuarie apparizioni in televisione, in Avvocato Porta con Gigi Proietti, in Bambole per la regia di Alberto Negrin, in Favole di Stefano Bessoni, in Pinocchio di Stefano Bessoni ed in Quei trentasei gradini, per la regia di Luigi Perelli. Sceneggiatore, regista teatrale e adattatore di dialoghi, compose anche musica per i suoi spettacoli teatrali. Come doppiatore prestò la voce a vari attori di cinema e televisione. In radio fu voce di sceneggiati Rai: Un asino al patibolo; Radio City Caffè di Paolo Modugno, Radio1; Partita doppia, Radio2; Un poeta, un attore (Radio Rai), regia di Nello Pepe; Titanic - Le ultime cento ore. Fu inoltre voce fuori campo in programmi quali Mixer (Rai 2), Il rosso e il nero (Rai 3), Circus.

## Doppiaggio

### Cinema
- Olivier Gourmet in La Promesse, Rosetta, Il figlio, Il matrimonio di Lorna, Nemico pubblico n.1 - Seconda parte - L'ora della fuga, Il ragazzo con la bicicletta
- Vincent D'Onofrio in The Dangerous Lives of Altar Boys, The Judge, Jurassic World, Pelé
- Paul Giamatti in Duets, Big Mama, Confidence - La truffa perfetta, Il diario di una tata
- Garry Shandling in Amori in città... e tradimenti in campagna, Iron Man 2, Captain America: The Winter Soldier
- Jeff Daniels in Pleasantville, Il mio amico a quattro zampe
- Richard McMillan in The Day After Tomorrow - L'alba del giorno dopo, Codice Homer - A different loyalty
- Forest Whitaker in In linea con l'assassino
- Eric Roberts in L'ambulanza
- Anthony LaPaglia in La casa della gioia
- Stephen Tobolowsky in Ali bruciate, Garfield - Il film
- David Haig in Two Weeks Notice - Due settimane per innamorarsi
- Anthony Anderson in Life
- Richard McCabe in The Constant Gardener - La cospirazione
- Vincent Regan in Troy
- Iain Glen in Ritorno a Tara Road
- Tony Dolan in Master & Commander - Sfida ai confini del mare
- Justin Ashforth in Il più bel gioco della mia vita
- Jack Kehler in Piovuta dal cielo
- Peter Riegert in Passion of Mind
- Tony Siragusa in La 25ª ora
- Yavuz Bingöl in Le tre scimmie
- Mark Meade in Homeland Security
- Kevin Geer in Margaret
- Nathan Lee Graham in Tutta colpa dell'amore
- Oliver Platt in Martian Child - Un bambino da amare
- Michael Bofshever in El Camino - Il film di Breaking Bad
- Alfredo Allende in Violetta

### Serie televisive
- Arcimago, Ciro il Vampiro, Dante il Gigante e Urca l'Orco in Le storie di Farland
- Colman Domingo in The Knick
- Sam Waterston in Grace and Frankie
- Bart Braverman in Mowgli, il libro della giungla
- Daniel Roebuck in Desperate Housewives
- David Zayas in Oz

### Film d'animazione
- Il comandante in WALL•E
- Re Parrucca in L'arca di Noè
- Maestro 2 in Zero Zero
- Dr. Bob in Space Chimps - Missione spaziale
- Darnell ne La principessa e il ranocchio
- Padre di Megamind in Megamind
- Cono di Panna in Toy Story 3 - La grande fuga, Toy Story 4
- Chef Svedese ne I Muppet, Muppets 2 - Ricercati
- Perry Babcock in ParaNorman
- Domiziano in Gladiatori di Roma
- Pulcinella in Pinocchio
- Chet in Turbo
- Freezer e Neize in  Dragon Ball Z - Il destino dei Saiyan (Primo doppiaggio)
- Sir Topham Hatt in Il trenino Thomas - Thomas e i trenini coraggiosi, Il trenino Thomas - Sodor e il tesoro dei pirati, Il trenino Thomas - La grande corsa, Il trenino Thomas - Viaggio oltre i confini di Sodor, Il trenino Thomas - Un mondo di avventure
- Silvano lo sciamano ne Il viaggio di Arlo
- Preside Jones in Bigfoot Junior
- Riccardo in East End
- Entaro Hojo ne In questo angolo di mondo
- Colt Bronco in Onward - Oltre la magia
- Akio Ogino ne La città incantata (ridoppiaggio)

### Cartoni animati
- Clancy Winchester (st. 1-4; ep. 5x01-4), Reverendo Lovejoy (st. 1-4, 30-33) , Lou (st. 30-33) e Luigi Risotto (st. 5-33) ne I Simpson
- Uvoghin in Hunter X Hunter (1999)
- Sir Topham Hatt ne Il trenino Thomas[1] (serie 2010)
- Red Pine in Sonic X
- Wu Kong in Kung Fu Panda - Mitiche avventure
- Spugna in Jake e i pirati dell'Isola che non c'è
- Postmaster in Fragolina Dolcecuore
- Alf ne Il principe di Atlantide
- Andrea Verrocchio in Leo da Vinci
- Preside in Pretty Cure e Pretty Cure Max Heart

### Videogiochi
- Spugna in Epic Mickey 2: L'avventura di Topolino e Oswald[2]